# 小行星4716
小行星4716（英語：4716 Urey）是一颗围绕太阳公转的小行星。1989年10月30日，舒爾特·巴斯在托洛洛山发现了此天体。
这颗小行星的绝对星等为101.03349等。